# John Giles Eccardt
John Giles Eccardt (eigentlich Johannes Aegidius Eckardt; * in Deutschland; † Oktober 1779 in Chelsea, London) war ein deutsch-britischer Porträtmaler.
Über Eccardt ist wenig bekannt, sein Schaffen ist ab 1742 belegt. Vermutlich kam er in jungen Jahren mit Jean-Baptiste van Loo 1739 nach England, war dort bis zu dessen Abreise 1742 sein Assistent und übernahm hernach dessen Klientel und das Wohnhaus in Covent Garden. Zusammen mit einem weiteren ehemaligen Assistenten, der die Draperien fertigte, malte Eccardt Porträts im Stile van Loos.
Bekannt ist Eccardt für sein Schaffen im Auftrag seines Gönners Horace Walpole, der von ihm für sein Landhaus Strawberry Hill zwischen 1746 und 1754 sich selbst und seinen Freundeskreis malen ließ. Darunter war beispielsweise Thomas Gray. Walpole widmete Eccardt das Gedicht The Beauties von 1746. 1770 versteigerte Eccardt seine eigene Sammlung.
Verheiratet war Eccardt mit der Tochter des Londoner Uhrmachers Duhamel.

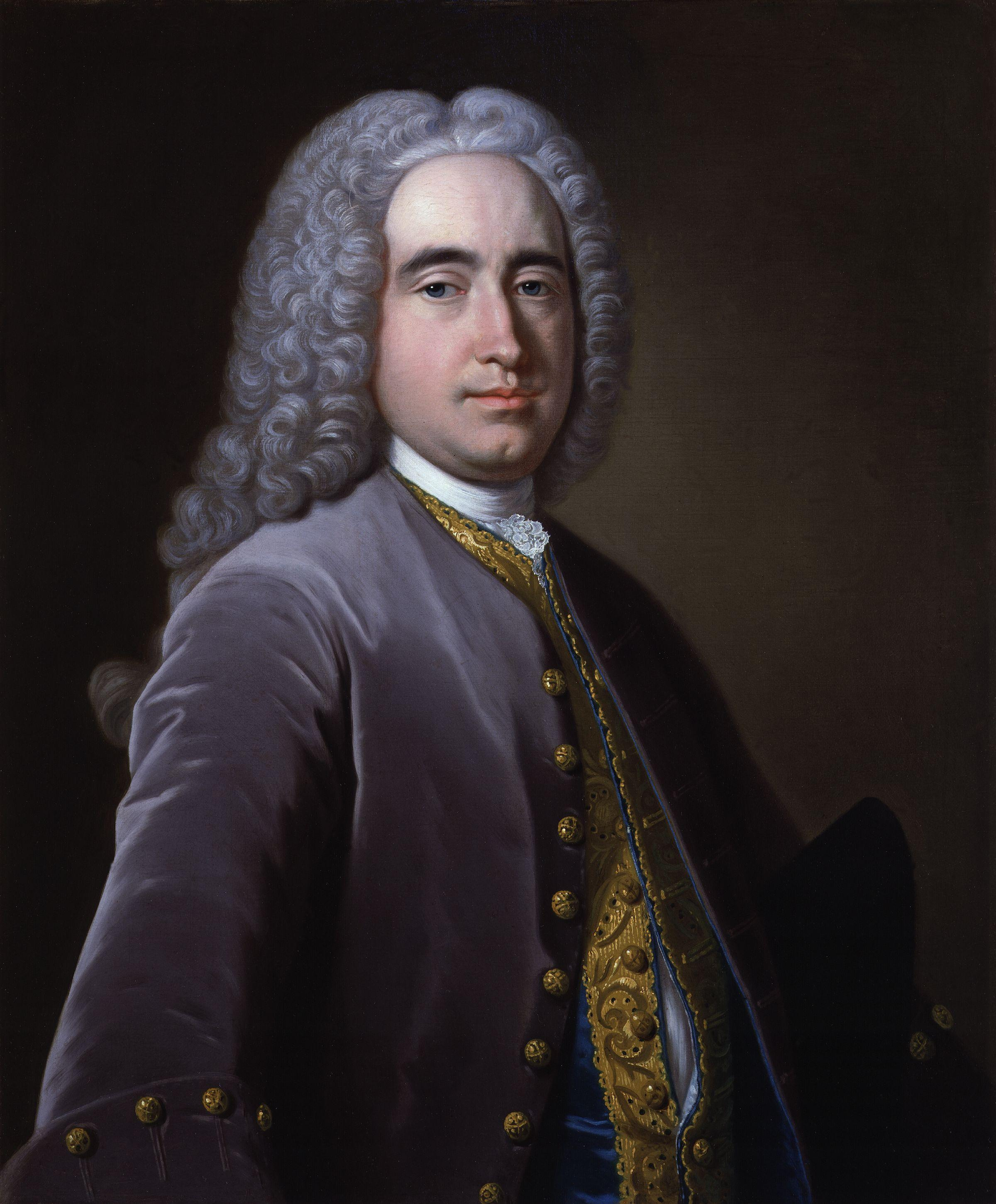
Der Politiker Henry Fox.
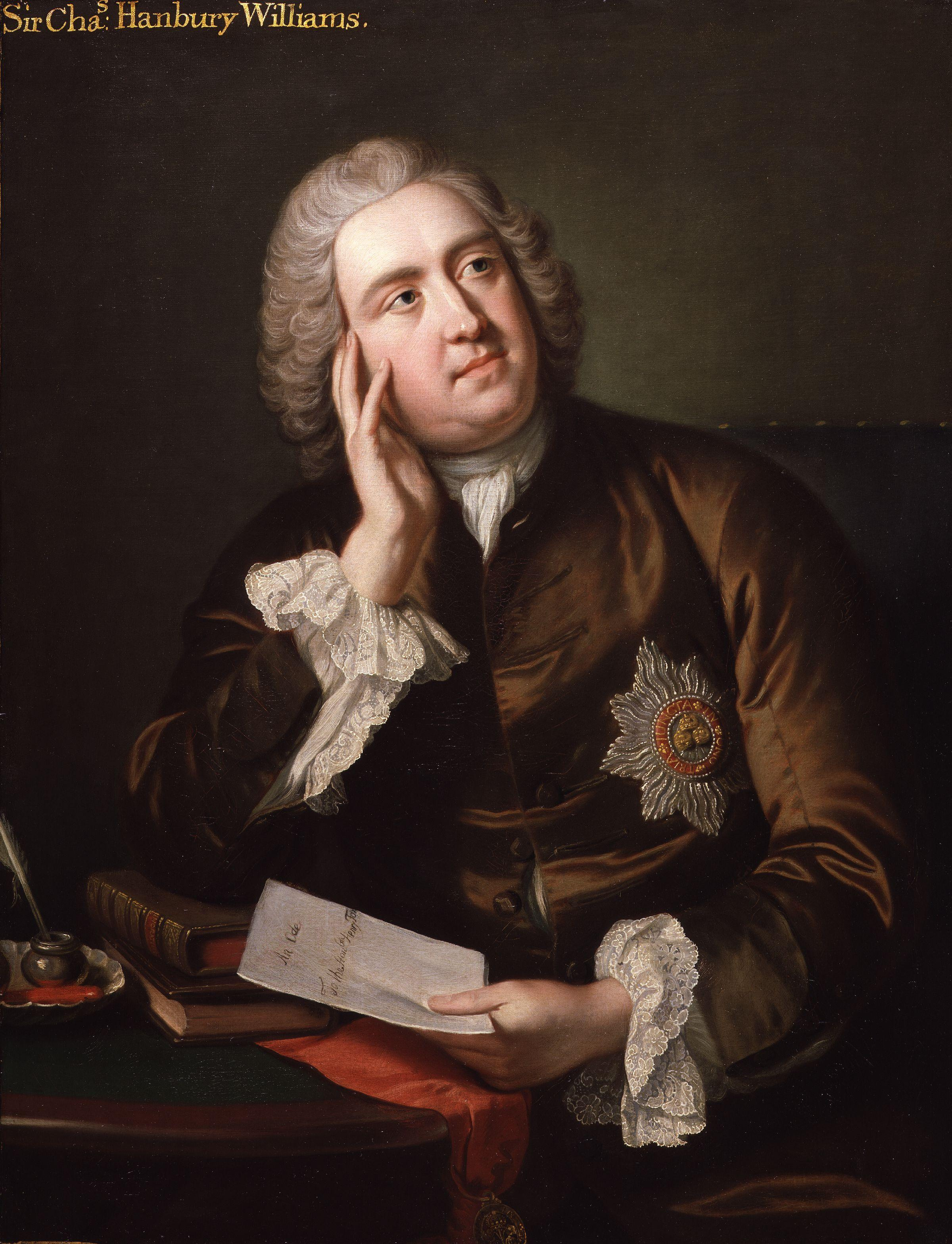
Der Diplomat Sir Charles Hanbury Williams.
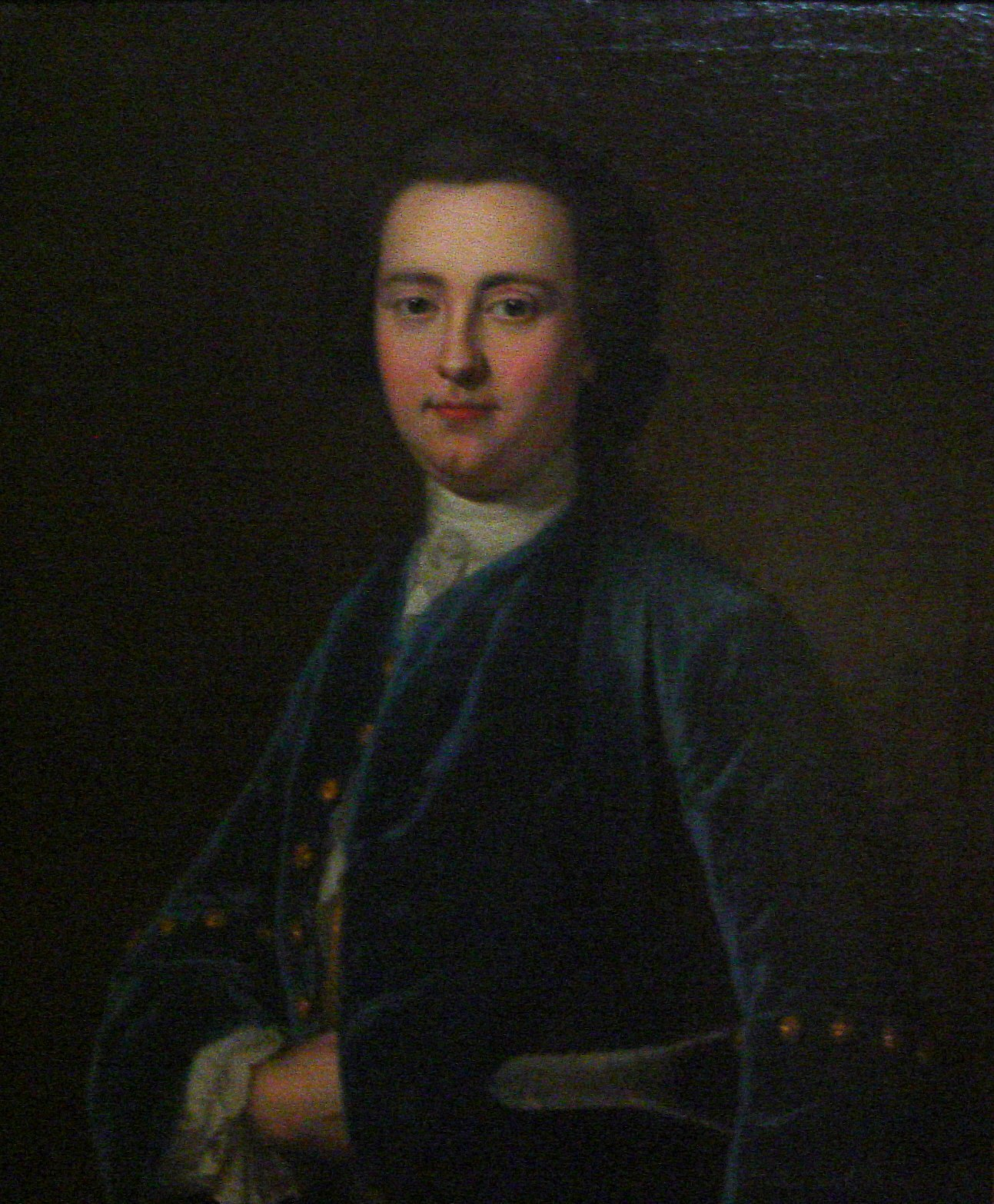
Portrait of George Montagu (nach Jean-Baptiste van Loo, Peterborough Museum and Art Gallery)
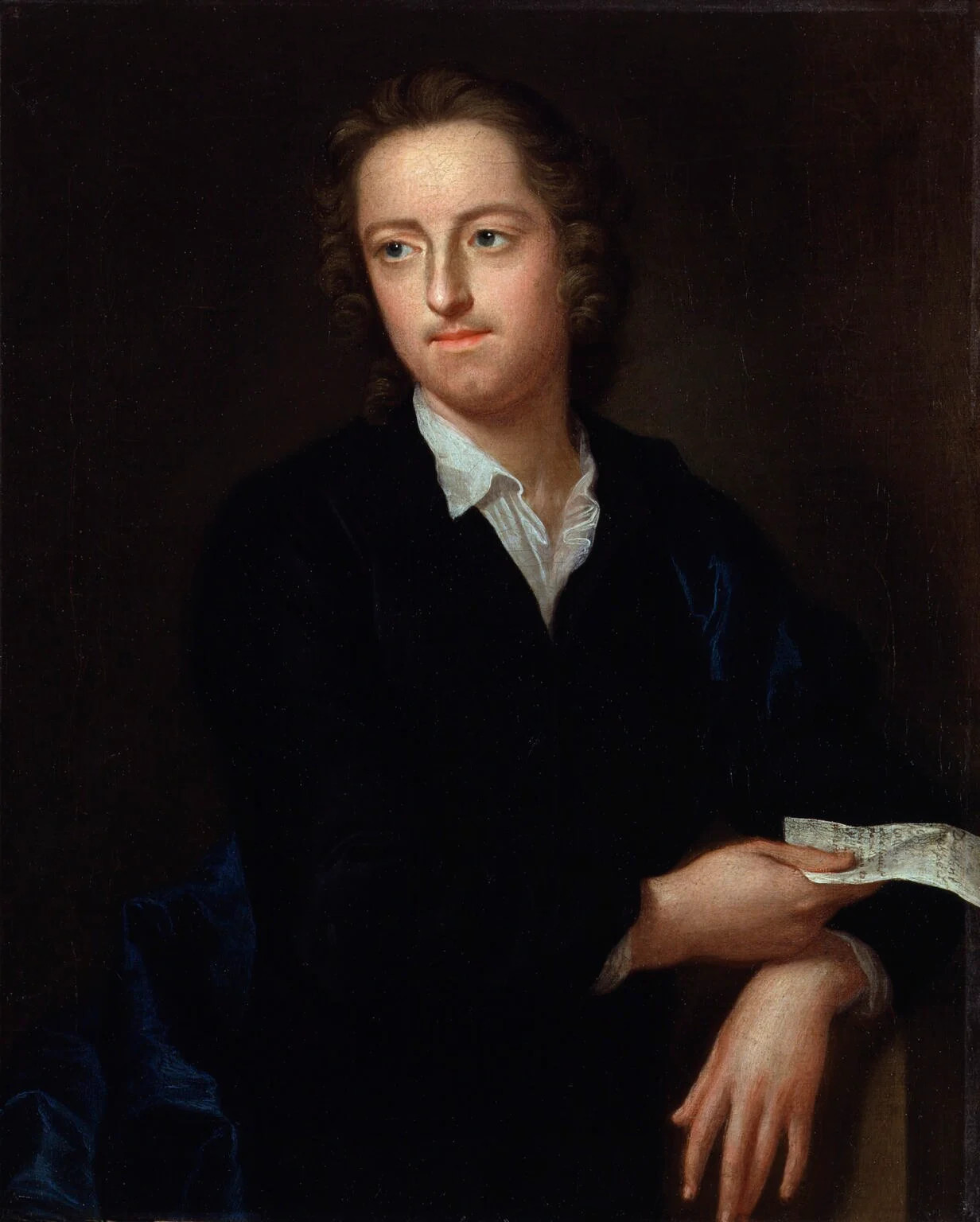
Thomas Gray